# NGC 43
NGC 43 (również PGC 875 lub UGC 120) – galaktyka soczewkowata (SB0), znajdująca się w gwiazdozbiorze Andromedy. Odkrył ją John Herschel 11 listopada 1827 roku.